# Litauisch-russische Beziehungen
Die Litauisch-russischen Beziehungen gehen auf das Mittelalter zurück, als das Großfürstentum Litauen mit dem Großfürstentum Moskau um die Herrschaft über Osteuropa und die Gebiete der alten Kiewer Rus konkurrierte. Während der zahlreichen Litauisch-Russischen Kriege konnte Moskau schließlich die Vorherrschaft gewinnen und mit den Teilungen Polens verschwand Litauen für mehr als 100 Jahre von der Landkarte. Infolgedessen befanden sich die litauischen Gebiete unter der Herrschaft der russischen Zaren, bis der Erste Weltkrieg 1918 den Litauern die Unabhängigkeit ermöglichte. Nach dem Beginn des Zweiten Weltkriegs wurde Litauen allerdings 1940 von der Sowjetunion annektiert und verblieb, mit Unterbrechung durch eine kurzzeitige deutsche Besetzung, unter sowjetischer Herrschaft, bis es zum Zerfall der Sowjetunion 1991 kam. Danach wurden diplomatische Beziehungen zwischen Litauen und der aus der UdSSR als Nachfolgestaat hervorgegangenen Russischen Föderation aufgenommen, ohne dass die Vergangenheit ausreichend aufgearbeitet wurde. Als Reaktion auf die russische Invasion in der Ukraine im Jahr 2022 und das Massaker von Butscha stufte Litauen im April 2022 die diplomatischen Beziehungen herab und wies den russischen Botschafter aus. Ab 2022 wurden die Beziehungen zwischen den beiden Ländern auf das absolute Minimum reduziert.

## Geschichte

### Mittelalter

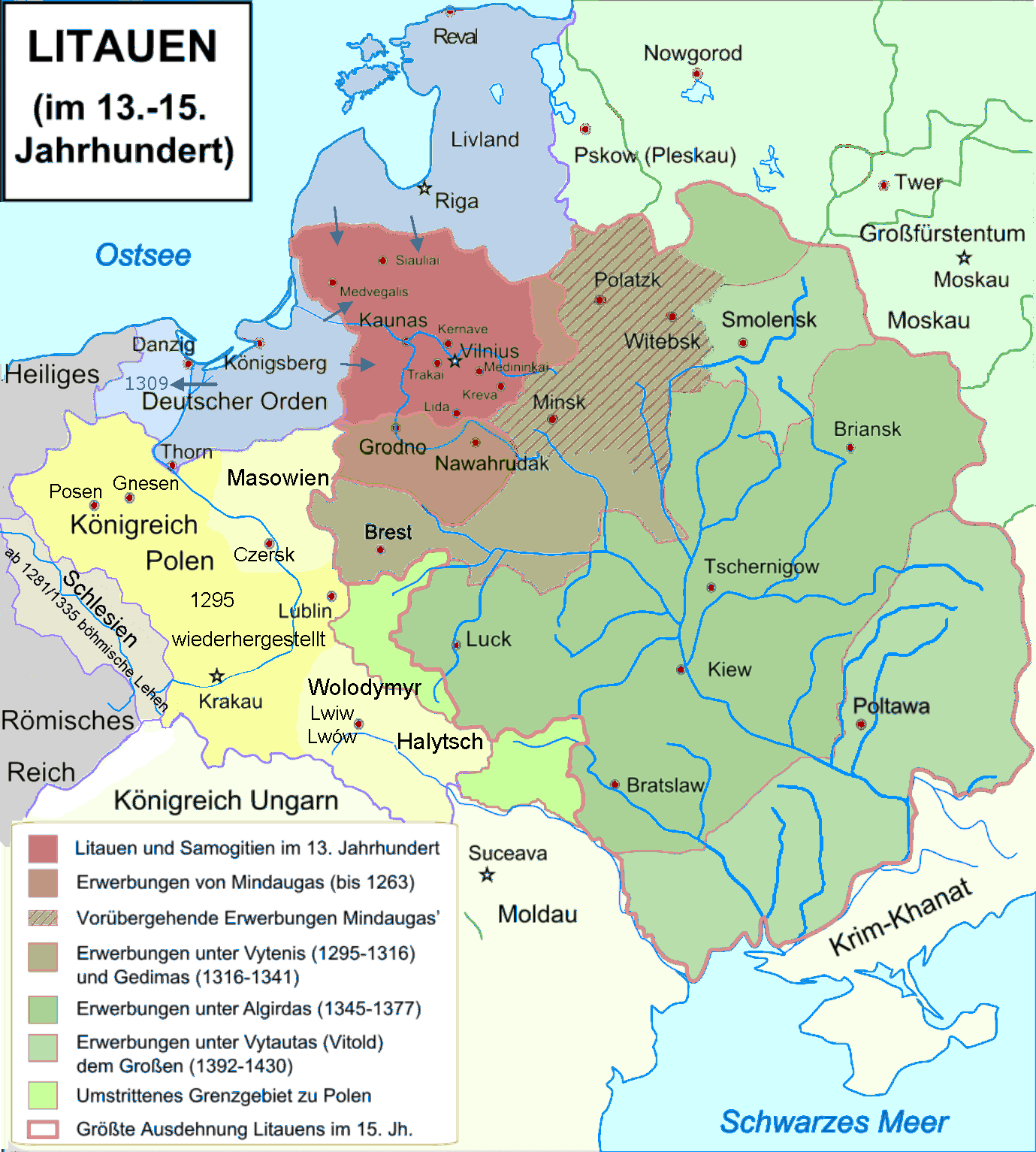
Expansion Litauens vom 13. bis zum 15. Jahrhundert

Die Ursprünge der Beziehungen zwischen Litauen und Russland lassen sich bis ins Mittelalter zurückverfolgen, als das expandierende Großfürstentum Litauen mit dem Fürstentum Moskau in Kontakt und Konflikt kam. Nach der mongolischen Invasion der Rus im 13. Jahrhundert konnten die heidnischen Litauer zahlreiche Gebiete der alten Kiewer Rus einnehmen und Kiew erobern. Die Rivalität zwischen den litauischen Herzögen und den moskowitischen Fürsten begann in der ersten Hälfte des 14. Jahrhunderts und führte bald zum Litauisch-Muskowitischen Krieg (1368–1372). In diesem Konflikt schlug sich das Fürstentum Twer auf die Seite Litauens und die Litauer belagerten zweimal den Kreml. Der Konflikt endete in einer Pattsituation, der die litauische Expansion nach Osten stoppte. Am 31. August 1449 unterzeichneten Kasimir IV. Jagiellon und Wassili II. von Moskau den ersten Vertrag zwischen Litauen und Moskau, den Vertrag des Ewigen Friedens (1449). Die litauisch-russischen Kriege wurden allerdings in den Jahren 1487–1494, 1500–1503, 1507–1508, 1512–1522, 1534–1537 und 1561–1570 fortgesetzt, wobei in dieser Zeit eine Reihe von Waffenstillstands- und Friedensverträgen unterzeichnet wurden. Die Kriege verliefen jedoch ungünstig für die Litauer und die Moskauer expandierten immer weiter nach Westen.

### Neuzeit

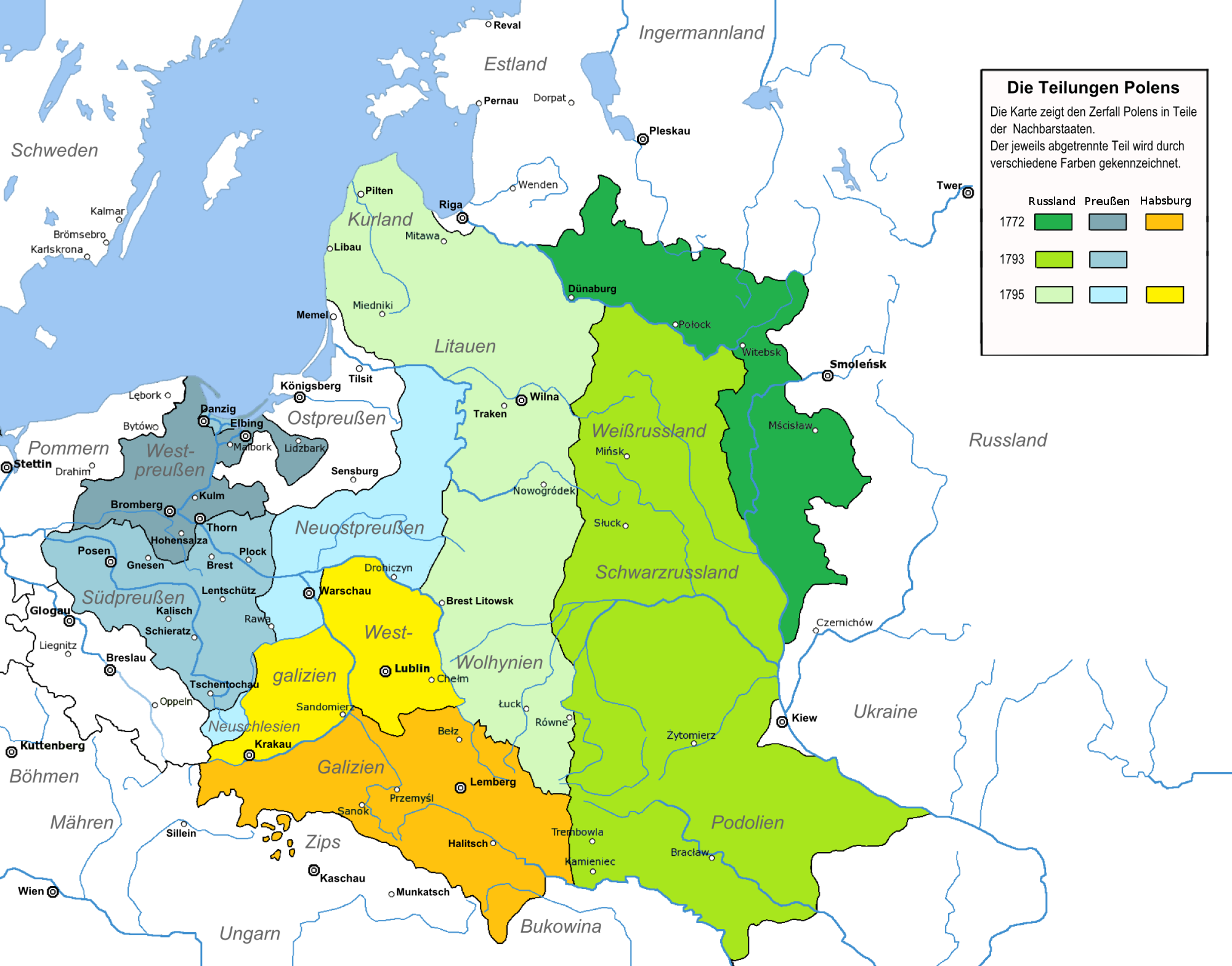
Teilungen von Polen-Litauen gegen Ende des 18. Jahrhunderts

Nach der Union von Lublin im Jahr 1569 bildete das Großfürstentum Litauen zusammen mit dem Königreich Polen die Realunion Polen-Litauen. Polen-Litauen und Russland führten während des 16. und 17. Jahrhunderts weiterhin Kriege (siehe Russisch-Polnische Kriege). Nach dem Großen Nordischen Krieg, an dem viele europäische Mächte beteiligt waren, begann der Niedergang von Polen-Litauen, das schließlich von den Nachbarmächten aufgeteilt wurde. Nach der dritten Teilung im Jahr 1795 wurde das Gebiet des ehemaligen Großfürstentums Litauen vom Russischen Reich übernommen. Die neuen Provinzen wurden oft als „litauisch“ bezeichnet, aber 1840 verbot Nikolaus I. die Verwendung dieses Namens. Während der russischen Herrschaft waren die historisch litauischen Gebiete in die zentral verwalteten Gouvernements Wilna, Kaunas und Suwałki gegliedert. Die Zaren verfolgten eine Politik der Russifizierung und die litauische Sprache und die lateinische Schrift wurden verboten. Es gab zwei große Aufstände gegen die russische Herrschaft, den Novemberaufstand von 1830 und den Januaraufstand von 1863, die jedoch nicht zur Wiederherstellung des polnisch-litauischen Staates führten und die russische Unterdrückung verschärften.

### 20. Jahrhundert
Während der russischen Revolution von 1905 forderten litauische Repräsentanten im Großen Seimas von Vilnius am 5. Dezember desselben Jahres eine weitreichende politische Autonomie für Litauen (womit sie den nordwestlichen Teil des ehemaligen Großfürstentums Litauen meinten). Als Folge des Aufstands von 1905 machte das zaristische Regime eine Reihe von Zugeständnissen. Die baltischen Staaten durften wieder ihre Muttersprache im Schulunterricht und in der Öffentlichkeit verwenden, und in Litauen durften wieder katholische Kirchen gebaut werden. Das lateinische Alphabet wurde nach einer Zeit des litauischen Presseverbots wieder eingeführt. Doch selbst russische Liberale waren nicht bereit, eine ähnliche Autonomie zuzugestehen, wie sie in Estland und Lettland bereits bestand, wenn auch unter baltendeutschem Einfluss.
Nach dem Ausbruch der Feindseligkeiten im Ersten Weltkrieg besetzte Deutschland 1915 Litauen und Kurland. Vilnius fiel am 19. September 1915 an die Deutschen, und Litauen wurde in das deutsche Besatzungsregime Ober Ost eingegliedert. Da eine offene Annexion zu einer Gegenreaktion führen könnte, planten die Deutschen, ein Netz formal unabhängiger Staaten aufzubauen, die allerdings von Deutschland abhängig sein sollten. Die Niederlage Deutschlands an der Westfront und die Oktoberrevolution in Russland boten der litauischen Führung jedoch die Gelegenheit, die Konferenz von Vilnius zu organisieren und den Prozess der Wiedererrichtung eines vollständig unabhängigen litauischen Staates einzuleiten. Am 18. Februar 1918 unterzeichnete der Rat von Litauen die Unabhängigkeitsakte Litauens und rief die Republik Litauen aus.

#### Zwischenkriegszeit

Sowjetrussischer Einfall in Litauen (1919)

Kurz nach dem Rückzug deutscher Truppen aus Litauen kam es zum Litauisch-Sowjetischen Krieg zwischen dem unabhängigen Litauen und Sowjetrussland, der die alte russische Herrschaft über Litauen wieder herstellen sollte. Sowjetrussland schuf einen kurzlebigen kommunistischen Marionettenstaat: Die Litauische Sozialistische Sowjetrepublik, die bald darauf in der Litauisch-Belorussischen Sozialistischen Sowjetrepublik aufging. Die sowjetische Militärkampagne war jedoch erfolglos, und der sowjetisch-litauische Friedensvertrag wurde am 12. Juli 1920 unterzeichnet. In diesem Vertrag erkannte Sowjetrussland das unabhängige Litauen an, einschließlich seiner Ansprüche auf die mit Polen umstrittene Region Vilnius.
Nach dem Friedensvertrag mit Sowjetrussland gestattete Litauen den sowjetischen Streitkräften auf ihrem Vormarsch gegen Polen heimlich den Durchmarsch durch sein Territorium. Am 14. Juli 1920 nahm die vorrückende sowjetische Armee Vilnius ein und gab es den Litauern zurück, doch am 26. August 1920 wurde die Stadt erneut von der polnischen Armee erobert, die die Sowjets besiegte. Um weitere Kämpfe zu verhindern, unterzeichneten Polen und Litauen am 7. Oktober 1920 das Suwałki-Abkommen, das Vilnius auf der litauischen Seite der Waffenstillstandslinie beließ. Das Abkommen trat jedoch nie in Kraft, weil der polnische General Lucjan Żeligowski auf Befehl von Józef Piłsudski eine als Meuterei getarnte Militäroffensive durchführte. Er marschierte am 8. Oktober 1920 in Litauen ein, nahm am folgenden Tag Vilnius ein und gründete am 12. Oktober 1920 die kurzlebige Republik Mittellitauen. Die „Republik“ war Teil von Piłsudskis föderalistischem Plan, der aufgrund des Widerstands sowohl der polnischen als auch der litauischen Nationalisten nie verwirklicht wurde. Mittellitauen wurde daraufhin 1922 in Polen eingegliedert.
Der polnische Sieg in der Schlacht bei Warschau verhinderte eine Angliederung Litauens an Sowjetrussland, die die Sowjets im Falle eines Sieges gegen Polen geplant hatten. 1926 unterzeichnete Litauen mit der Sowjetunion den Sowjetisch-litauischen Nichtangriffspakt, in dem die Sowjets die Ansprüche Litauen auf Vilnius bekräftigen. Die Streitigkeiten um Vilnius vergifteten das litauische Verhältnis zu Polen und die Sowjets fungierten deshalb als eine Art Verbündeter der Litauer in der Zwischenkriegszeit.

#### Zweiter Weltkrieg

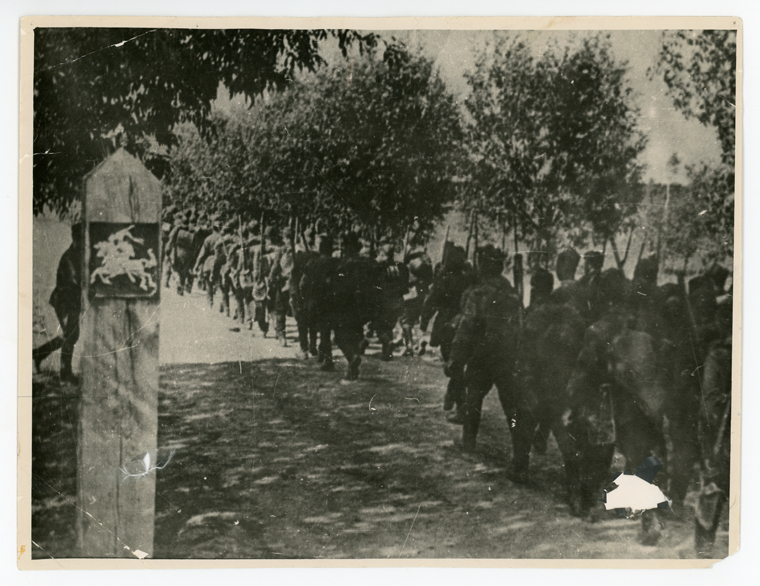
Soldaten der Roten Armee in Litauen (1940)

Mit dem Molotow-Ribbentrop-Pakt 1939 teilten NS-Deutschland und die Sowjetunion das Baltikum und Polen in Einflusssphären auf. Litauen fiel zuerst dem deutschen Einflussbereich zu, wurde mit dem Deutsch-Sowjetischen Grenz- und Freundschaftsvertrag jedoch den Sowjets überlassen. Der Gebietsaustausch war auch durch die sowjetische Kontrolle über Vilnius motiviert: Die Sowjetunion konnte erheblichen Einfluss auf die litauische Regierung ausüben, die Vilnius de jure als ihre Hauptstadt beanspruchte. Mit militärischen Drohungen zwangen die Sowjets die Litauer den Sowjetisch-Litauischen Beistandsvertrag zu unterschreiben, der den Sowjets die Stationierung sowjetischer Truppen im Gegenzug für den Anschluss von Vilnius an Litauen gestattete.
Nach Monaten intensiver Propaganda und diplomatischen Drucks stellten die Sowjets am 14. Juni 1940 ein Ultimatum und beschuldigten Litauen, den Vertrag zu verletzen und russische Soldaten aus ihren Stützpunkten zu entführen, was ein Vorwand für die geplante Eingliederung Litauens in die UdSSR war. Da die sowjetischen Truppen bereits im Land waren, war es unmöglich, militärischen Widerstand zu leisten. Die Sowjets übernahmen die Kontrolle über die staatlichen Institutionen und setzten eine neue prosowjetische Marionettenregierung ein. Nach einer Scheinwahl wurde die Litauische Sozialistische Sowjetrepublik am 3. August 1940 in die Sowjetunion eingegliedert. Mit dem deutschen Überfall auf die Sowjetunion 1941 im Widerspruch zum vorherigen Nichtangriffspakt fiel Litauen jedoch an die Deutschen, was den Holocaust in Litauen einleitete.

#### Sowjetische Herrschaft in Litauen (1944–1991)

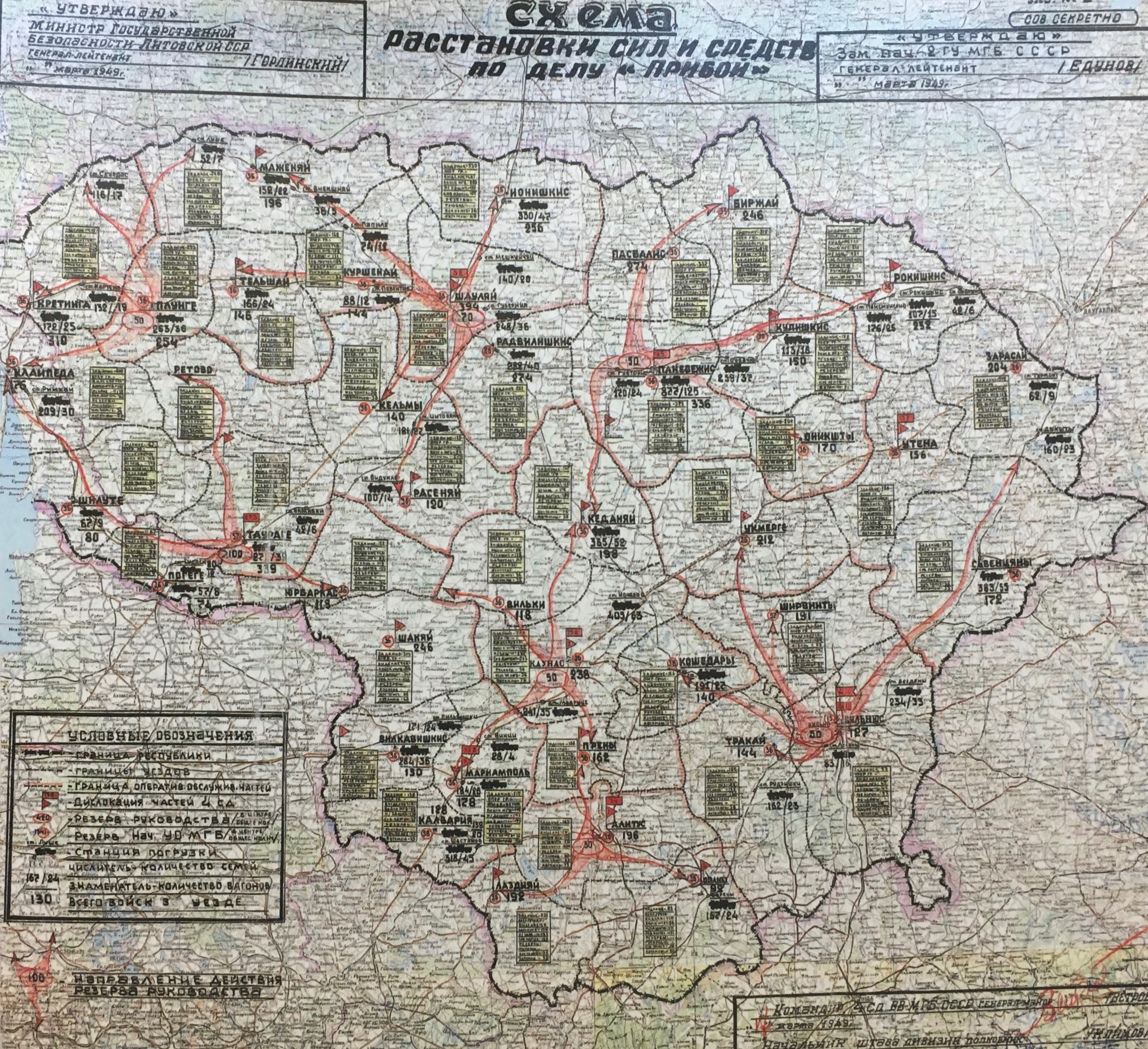
Der vom sowjetischen MGB erstellte Plan zur Deportation der Zivilbevölkerung.

Nach dem Rückzug der Deutschen besetzte die Sowjetunion Litauen wieder und Josef Stalin gründete 1944 erneut die Litauische Sozialistische Sowjetrepublik mit der Hauptstadt Vilnius. Die Sowjets sicherten sich die passive Zustimmung der Vereinigten Staaten und Großbritanniens (siehe Jalta-Konferenz und Potsdamer Abkommen) zu dieser Annexion, de jure erkannten die Westmächte die Annexion der baltischen Staaten durch die Sowjetunion allerdings nie an. Der nationalistische Widerstand durch die Waldbrüder hielt in Litauen bis in die 1950er Jahre an und erschwerte den Sowjets die Herrschaft. Mit den Märzdeportationen 1949 im Baltikum ließ Stalin "unzuverlässige Elemente" aus Litauen deportieren. Während der Besetzung Litauens wurden mindestens 130.000 Menschen, 70 % davon Frauen und Kinder, in Arbeitslager und andere Zwangssiedlungen in entlegenen Teilen der Sowjetunion, wie z. B. im Gebiet Irkutsk und in der Region Krasnojarsk, zwangsdeportiert. Diese Deportationen umfassten nicht die litauischen Partisanen oder politischen Gefangenen (etwa 150.000 Menschen), die in die Gulags deportiert wurden. Zahlreiche Menschen starben durch die harten Lebensbedingungen oder auf dem Weg in die Arbeitslager. Schätzungen zufolge verlor Litauen zwischen 1940 und 1954 unter der nationalsozialistischen und sowjetischen Besatzung 780.000 Einwohner.
Nach Stalins Tod im Jahr 1953 wurden die Deportierten langsam und schrittweise freigelassen. Die letzten Deportierten wurden erst 1963 entlassen. Etwa 60.000 konnten nach Litauen zurückkehren, während 30.000 nicht zurückkehren durften. Nach ihrer Rückkehr sahen sie sich mit weiteren Schwierigkeiten konfrontiert: Ihr Eigentum war von Fremden geplündert und aufgeteilt worden, sie wurden bei der Suche nach Arbeitsplätzen und sozialen Garantien diskriminiert und ihren Kindern wurde die Hochschulbildung verweigert. So entstand eine feste Gruppe von Menschen, die sich dem Regime widersetzte und den gewaltlosen Widerstand fortsetzte. Die sowjetischen Behörden förderten die Einwanderung nicht-litauischer Arbeitskräfte, insbesondere von Russen, um Litauen in die Sowjetunion zu integrieren und die industrielle Entwicklung zu fördern, aber in Litauen nahm dieser Prozess nicht das Ausmaß an, welches in anderen europäischen Sowjetrepubliken zu beobachten war.
Litauen erklärte am 18. Mai 1989 die Souveränität über sein Territorium und verkündete am 11. März 1990 als Republik Litauen seine Unabhängigkeit von der Sowjetunion. Es war damit die erste Sowjetrepublik, die dies tat. Mit der Erklärung der Wiederherstellung der Unabhängigkeit Litauens wurden alle rechtlichen Bindungen der Republik an die Sowjetunion gekappt. Die Sowjetunion behauptete, diese Erklärung sei rechtswidrig, und wies darauf hin, dass Litauen den in der sowjetischen Verfassung vorgeschriebenen Prozess der Abspaltung durchlaufen müsse. Litauen behauptete, dass die sowjetische Annexion selbst illegal war und beanspruchte die Kontinuität des Staates. Im Januar 1991 versuchte das sowjetische Militär während der Januar-Ereignisse gegen die litauische Unabhängigkeit vorzugehen, wobei 14 Zivilisten getötet und über 140 verletzt wurden. Nach dem gescheiterten sowjetischen Staatsstreichversuch von 1991 erkannten die meisten Länder die litauische Unabhängigkeit an, und die Sowjetunion selbst tat dies am 6. September 1991.

### Litauisch-russische Beziehungen nach 1991

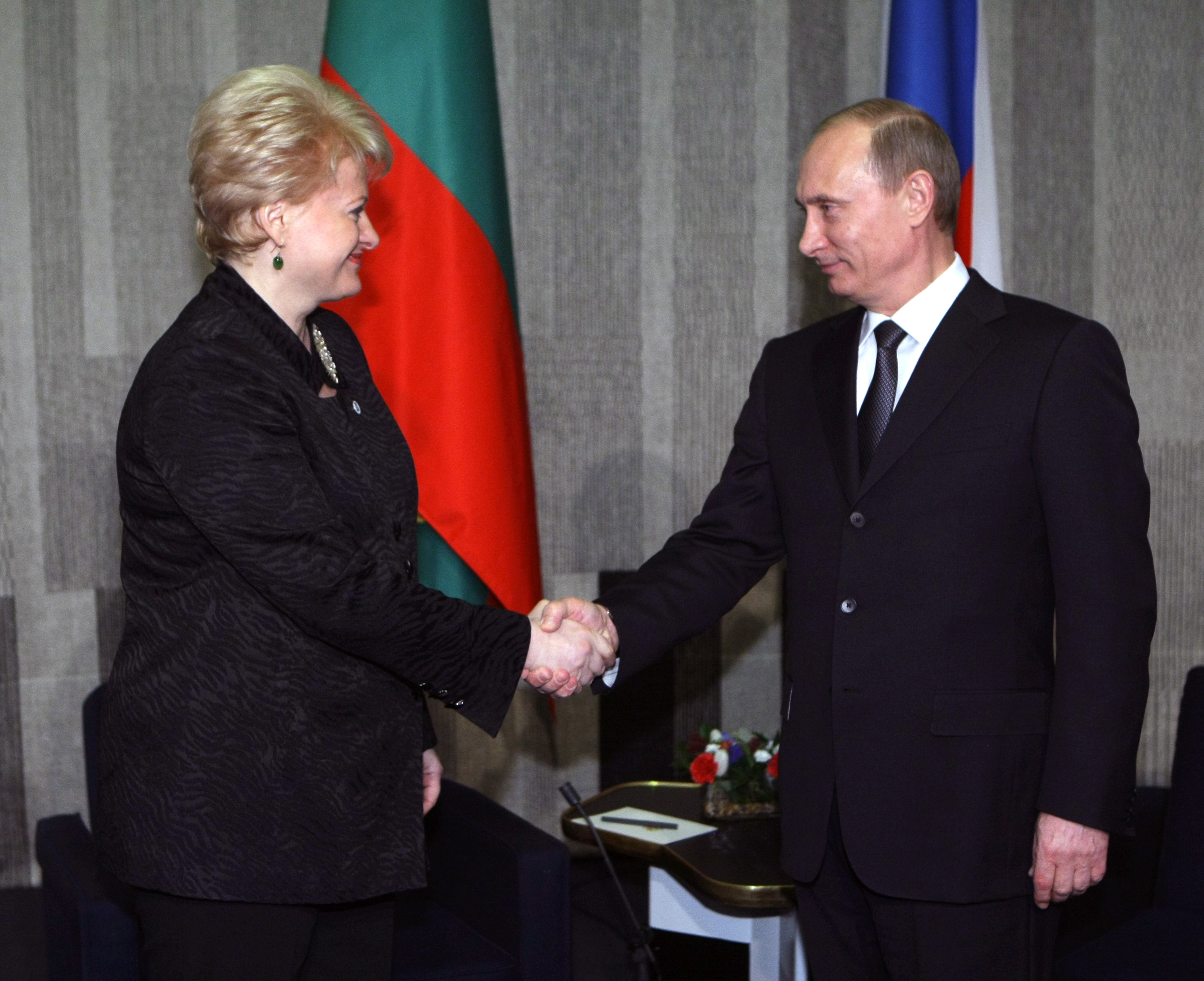
Treffen zwischen Dalia Grybauskaitė und Wladimir Putin in Helsinki (2010)

Am 27. Juli 1991 erkannte die russische Regierung Litauen an, und am 9. Oktober 1991 nahmen die beiden Länder wieder diplomatische Beziehungen auf. Russische Truppen verblieben nach der Unabhängigkeit Litauens noch drei weitere Jahre im Land. Nach der Wiedererlangung der Unabhängigkeit besuchten in den folgenden 30 Jahren nur zwei litauische Staatsoberhäupter Moskau: Algirdas Brazauskas 1997 und Valdas Adamkus 2001 und 2005. Außenpolitisch orientierte sich Litauen nach Westen und trat 2004 der NATO bei. Die NATO-Osterweiterung sorgte für Protest in Russland und belastete die russisch-litauischen Beziehungen. Nach dem Beginn des Russisch-Ukrainischen Konflikts 2014 und der Annexion der Krim veranlasste die Sorge um das geopolitische Umfeld Litauen, sich auf einen möglichen militärischen Konflikt mit Russland vorzubereiten. 2015 kündigte der litauische Verteidigungschef Jonas Vytautas Žukas Pläne zur Wiedereinführung der Wehrpflicht an, die 2008 abgeschafft worden war, um die litauischen Streitkräfte aufzustocken. Die NATO begann ihre Präsenz im Baltikum zu verstärken, um die Suwałki-Lücke abzusichern. Litauen ließ ab 2014 zudem ein LNG-Terminal in Klaipėda errichten, um sich von russischen Energieimporten unabhängig zu machen. Zusammen mit dem Nachbarland Polen wurde außerdem die militärische und politische Kooperation mit der Ukraine verstärkt und 2017 eine Litauisch-Polnisch-Ukrainische Brigade aufgestellt.
Nach dem Beginn der russischen Invasion in der Ukraine im Jahr 2022 hat Litauen die Invasion scharf verurteilt und zu militärischer, wirtschaftlicher und humanitärer Hilfe für die Ukraine aufgerufen. Gemeinsam mit den anderen EU-Mitgliedstaaten verbot Litauen russischsprachige Medienkanäle und verhängte Sanktionen gegen Russland, woraufhin Russland im Gegenzug alle EU-Länder auf die Liste der „unfreundlichen Staaten“ setzte. Kurz darauf wies Litauen vier russische Diplomaten aus. Am 4. April wies Litauen als Reaktion auf das Massaker von Butscha den russischen Botschafter aus und schloss das russische Konsulat in Klaipėda. Im April 2022 beschloss die russische Regierung, ihre Zustimmung zum Betrieb des litauischen Generalkonsulats in Sankt Petersburg zurückzuziehen. Am 10. Mai stimmte der litauische Seimas einstimmig dafür, Russlands Vorgehen in der Ukraine als Terrorismus und Völkermord zu bezeichnen. In seiner Antwort auf die Resolution warf Leonid Sluzki Litauen Russophobie vor und sagte, dass „das Niveau der Beziehungen zu Litauen bereits erheblich gesunken sein“.

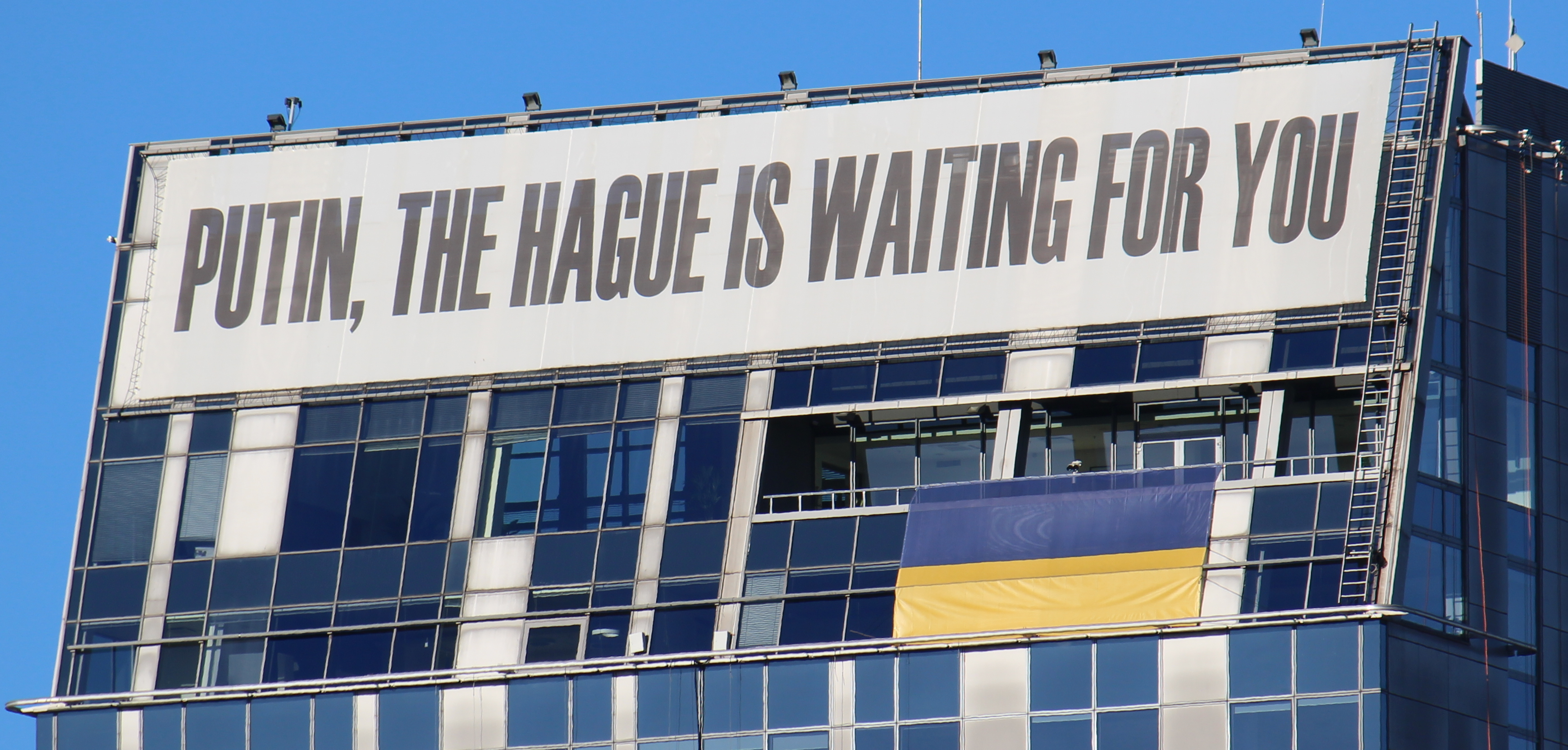
Botschaft auf dem Gebäude der Stadtverwaltung von Vilnius (2023)

Am 8. Juni 2022 brachte der russische Abgeordnete Jewgeni Alexejewitsch Fjodorow einen Gesetzentwurf in die Duma ein, um die Anerkennung der Unabhängigkeit Litauens durch den russischen Staat rückgängig zu machen. Demzufolge sei die Unabhängigkeit Litauens und der folgende NATO-Beitritt „illegal“ gewesen. Der litauische Außenminister Gabrielius Landsbergis bezeichnete in Reaktion die russische Staatsführung als „Monster“ und kündigte an die litauische Verteidigungsbereitschaft zu stärken. Ende Juni verkündete Litauen, dass es den Transport russischer Waren vom russischen Festland nach Kaliningrad durch sein Gebiet blockieren werde. Russland kritisierte Litauen dafür, was zu einer diplomatischen Krise führte. Bald darauf wurde Russen die Einreise nach Litauen erschwert. Im Dezember 2022 wurden die diplomatischen Beziehungen zwischen Litauen und Russland nach der Ausweisung des russischen Botschafters und der Abberufung des litauischen Botschafters zurückgestuft.

## Wirtschaftsbeziehungen
Innerhalb der Sowjetunion war Litauen ein Gebiet mit höherer wirtschaftlicher und industrieller Entwicklung als der Rest der UdSSR und exportierte Haushaltsgeräte, Dünger und Landwirtschaftsmaschinen in die gesamte UdSSR. Die wohlhabendere Litauische Sowjetrepublik subventionierte andere Gebiete des Sowjetreiches und Überschüsse aus dem Haushalt der Litauischen SSR flossen in andere Sowjetrepubliken. Litauen hatte bis 1958 am meisten darunter zu leiden, als mehr als die Hälfte des jährlichen Staatshaushalts an die UdSSR überwiesen wurde. Später ging diese Zahl zurück, blieb aber mit rund 25 % des jährlichen Staatshaushalts bis 1973 immer noch hoch (insgesamt überwies Litauen während der gesamten Besatzungszeit etwa ein Drittel seines jährlichen Staatshaushalts an die UdSSR). Nach dem Ende der UdSSR richtete Litauen seine Wirtschaft neu aus und gehörte zu den wirtschaftlich erfolgreichsten postsowjetischen Staaten. Russland gehörte in den 1990er und 2000er Jahren aber weiterhin zu den wichtigsten Handelspartnern für Litauen. Seit 2014 hat Litauen versucht sich von russischen Energieimporten unabhängig zu machen und litauische Unternehmen zogen sich aus Russland zurück. 2021 lag das Handelsvolumen immer noch bei 8 Milliarden Euro. Nach der russischen Invasion der Ukraine schloss sich Litauen den Sanktionen gegen Russland an und der Handel zwischen beiden Staaten brach ein.

## Russische Minderheit in Litauen
Die meisten der heutigen Russen in Litauen sind Migranten aus der Sowjetzeit und deren Nachkommen. Bei der letzten sowjetischen Volkszählung im Jahr 1989 waren 9,4 Prozent der litauischen Bevölkerung ethnische Russen, und einige weitere Prozent entfielen auf andere sowjetische Nationalitäten. Nach litauischen Schätzungen für das Jahr 2023 leben in Litauen etwa 146.000 Russen, das sind 5,1 % der Gesamtbevölkerung des Landes. Die meisten Russen leben in Städten wie Klaipėda oder Vilnius. Die Stadt Visaginas wurde für die Arbeiter des Kernkraftwerks Ignalina gebaut und hat daher einen sehr hohen russischen Bevölkerungsanteil.

## Diplomatische Standorte
- Litauen hat eine Botschaft in Moskau
- Russland hat eine Botschaft in Vilnius

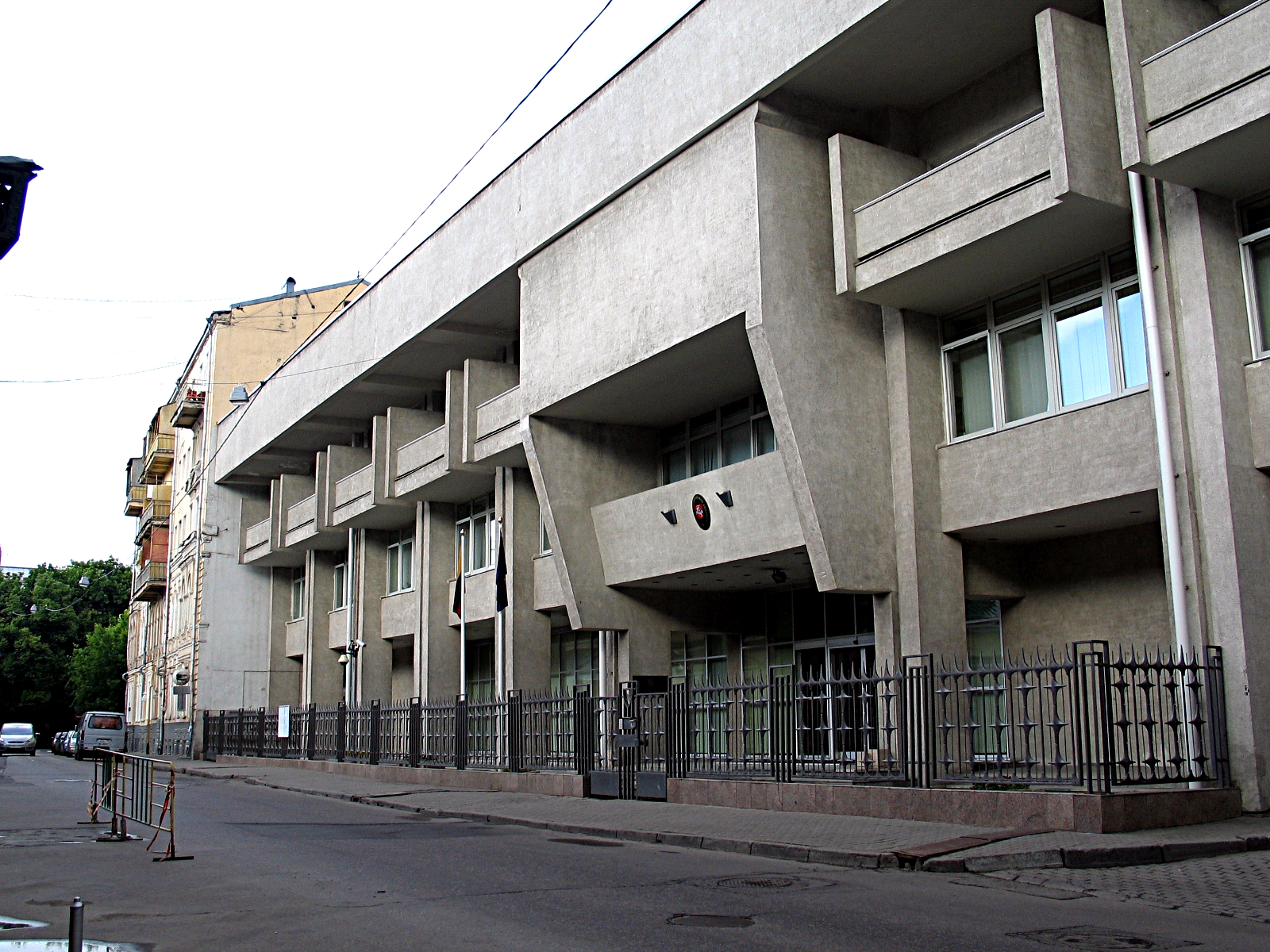
Litauische Botschaft in Moskau
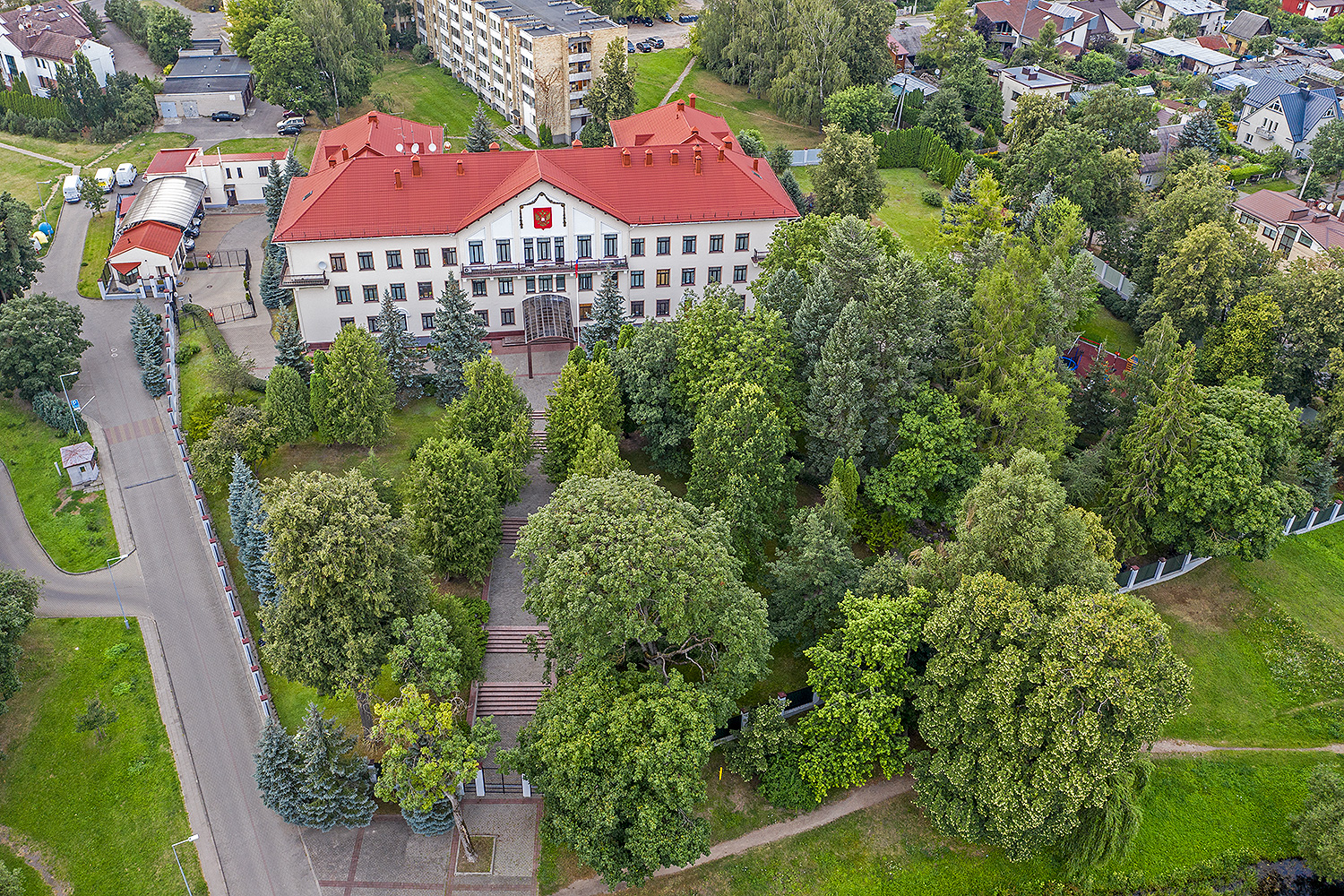
Russische Botschaft in Vilnius